# Platythyrea
Platythyrea (лат.) — род муравьёв из подсемейства Ponerinae (Formicidae). Около 40 видов, встречающихся во всех тропических и субтропических регионах мира. Хищные муравьи, которые, как правило, охотятся в одиночку. Муравьи рода Platythyrea имеет наибольшее разнообразие репродуктивных стратегий среди всех представителей своего подсемейства. У части видов матки отсутствуют, их заменяют гамэргаты.

## Распространение
Пантропический род. Большинство представителей рода имеет тропическое распространение, несколько видов также встречаются в субтропических регионах Африки (17 видов), Азии (9), Австралии (6), Центральной и Южной Америки (9). Почти половина известных видов обитают в Афротропике.

## Описание

### Строение
Муравьи среднего и крупного размера (длина тела составляет от 4 до 20 мм, обычно 6—8 мм). Рабочие имеют вытянутое тело со скульптированной поверхностью. В передней части головы расположен крупный клипеус, лобные доли широко раздвинуты. Усики 12-члениковые у самок и рабочих и 13-члениковые у самцов. Жвалы треугольные с несколькими зубцами на жевательном крае. На задних голенях находятся две гребенчатые шпоры. Отверстие метаплевральной железы расположено латерально у заднего нижнего угла проподеума. Коготки лапок обычно вооружены одним предвершинным зубцом. Стебелёк между грудью и брюшком состоит из одного сегмента. Петиоль узловидный, длиннее своей ширины с параллельными боковыми сторонами и отчётливой дорсальной поверхностью, постеродорсальный край часто двух- или трёхзубчатый. Петиоль прикрепляется около средней части передней поверхности первого тергита брюшка. Жало развито. Окраска у разных видов варьирует от желтовато-красной до коричневато-чёрной.
Самцы крылатые, имеют крупные мандибулы с несколькими зубцами. Коготки лапок простые, без дополнительных зубцов. Средние и задние голени с двумя шпорами. Известны эргатоидные формы самцов.

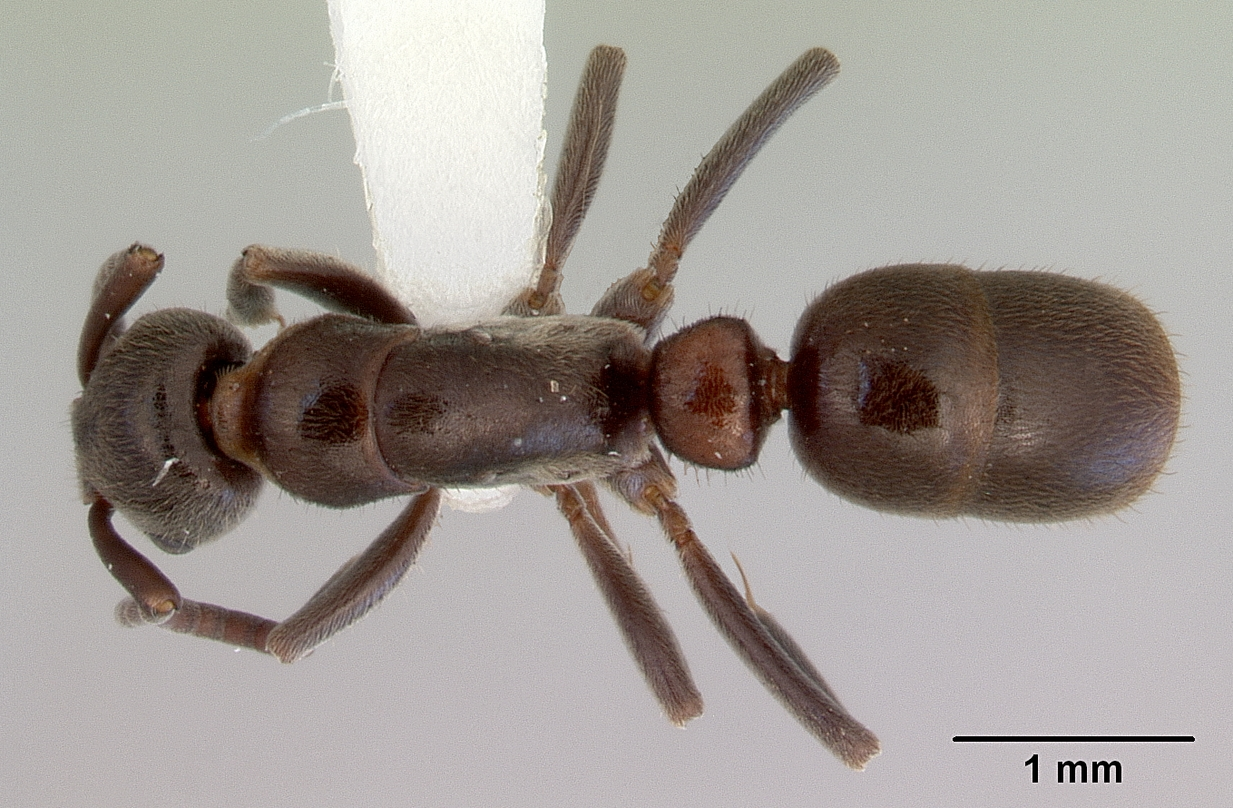
Platythyrea micans, рабочий сверху
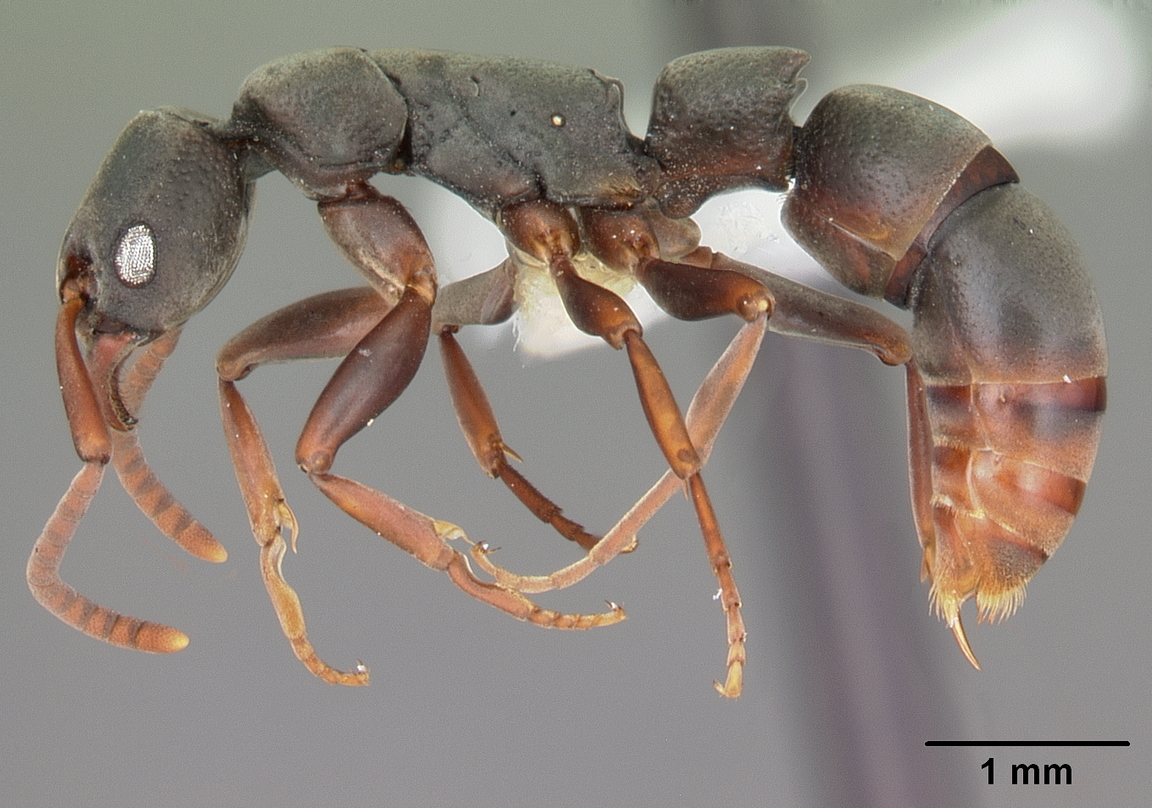
Platythyrea mocquerysi, рабочий сбоку
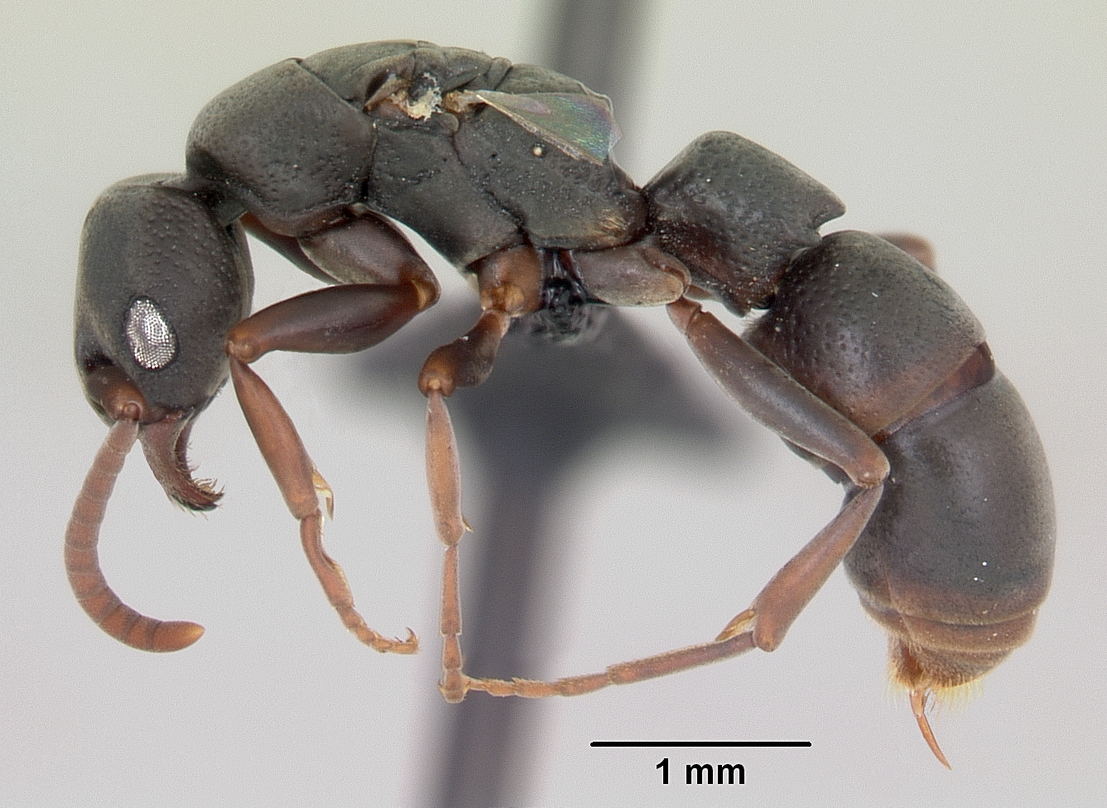
Platythyrea mocquerysi, самка сбоку
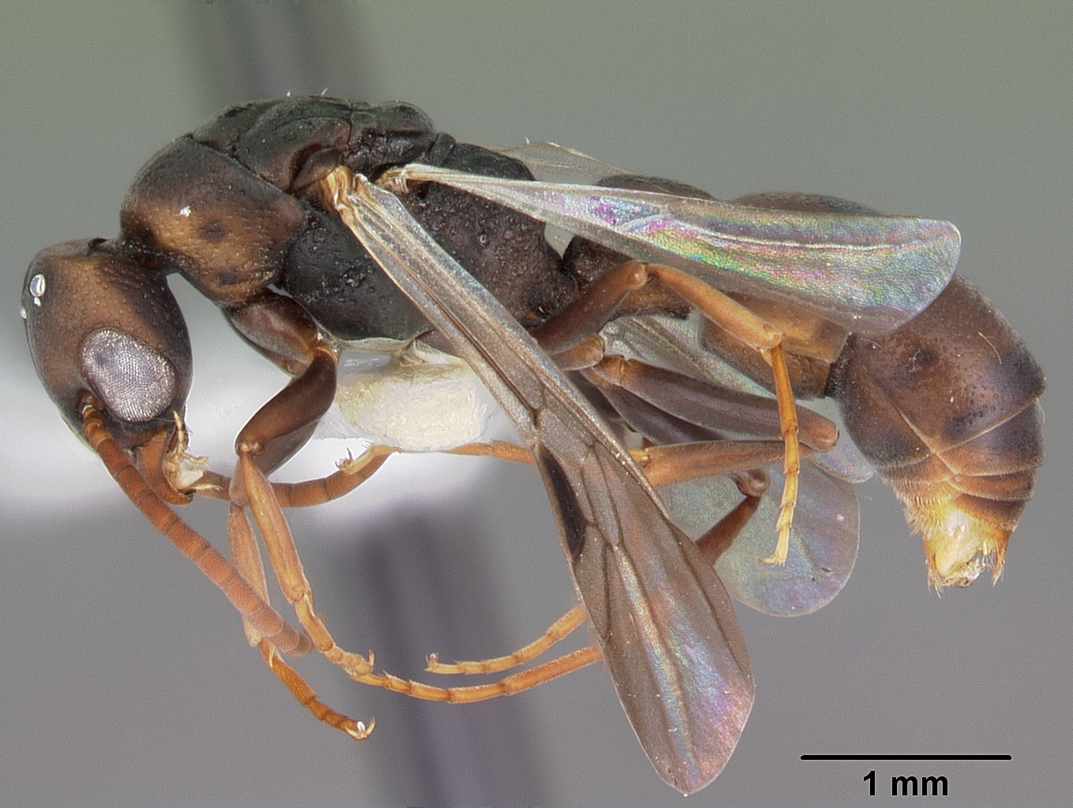
Platythyrea mocquerysi, самец сбоку
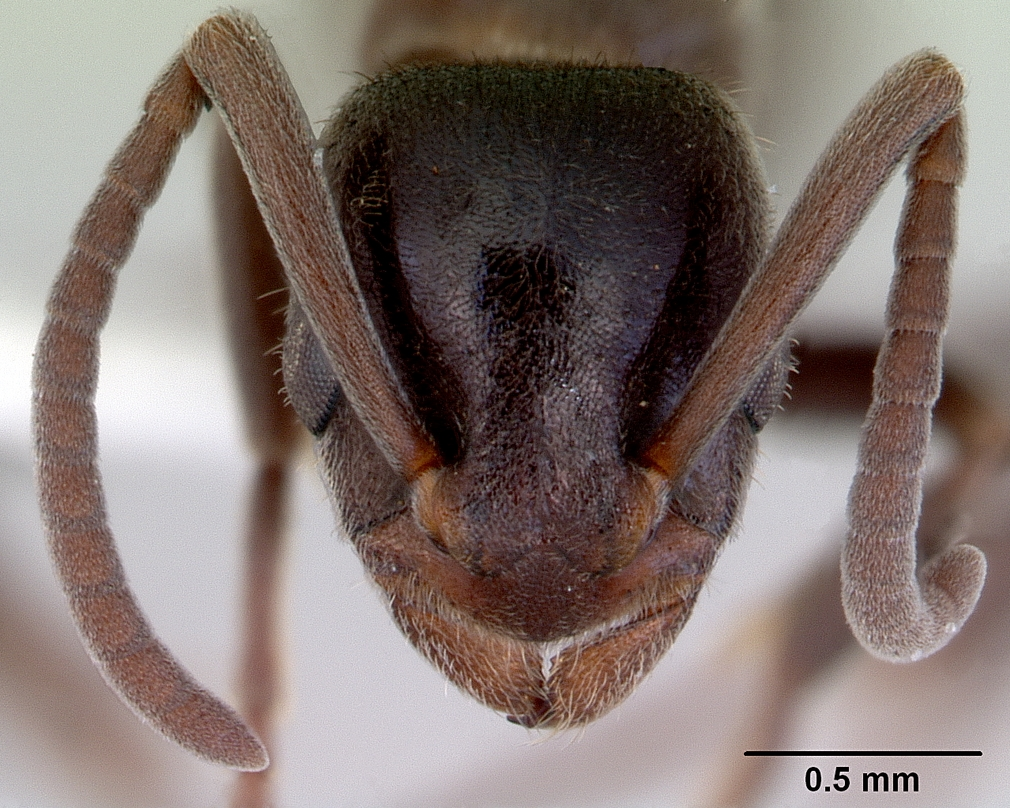
Platythyrea micans, голова рабочего
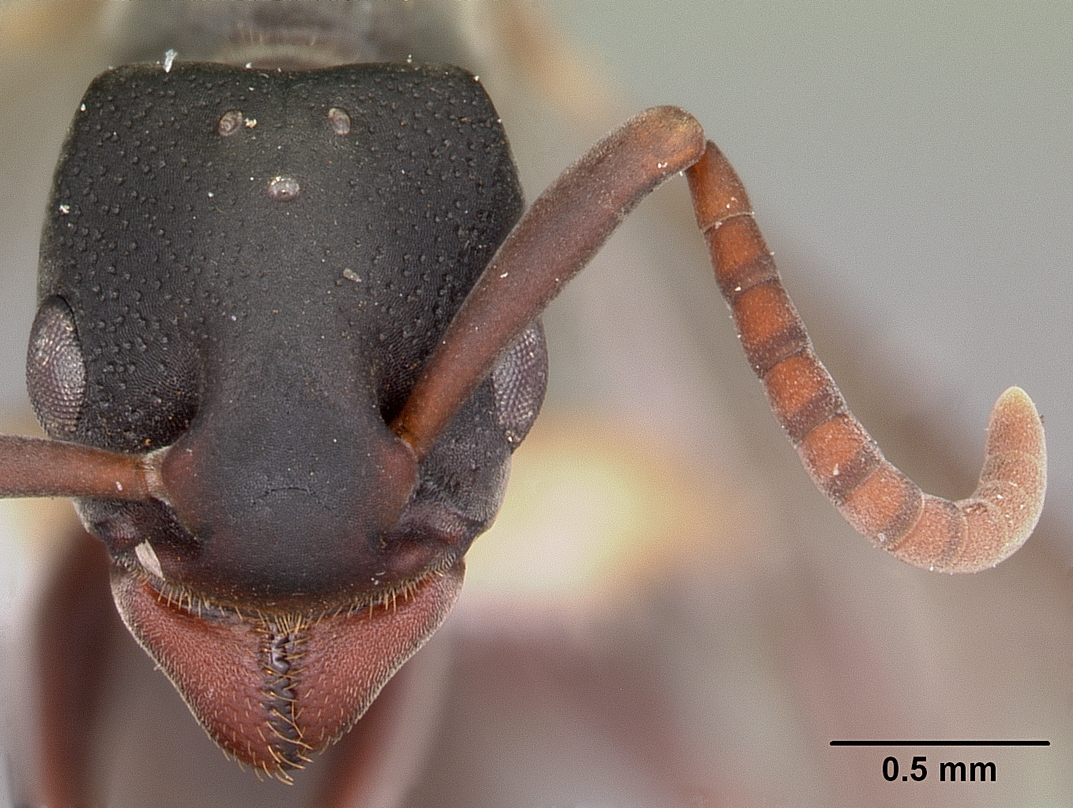
Platythyrea mocquerysi, голова самки
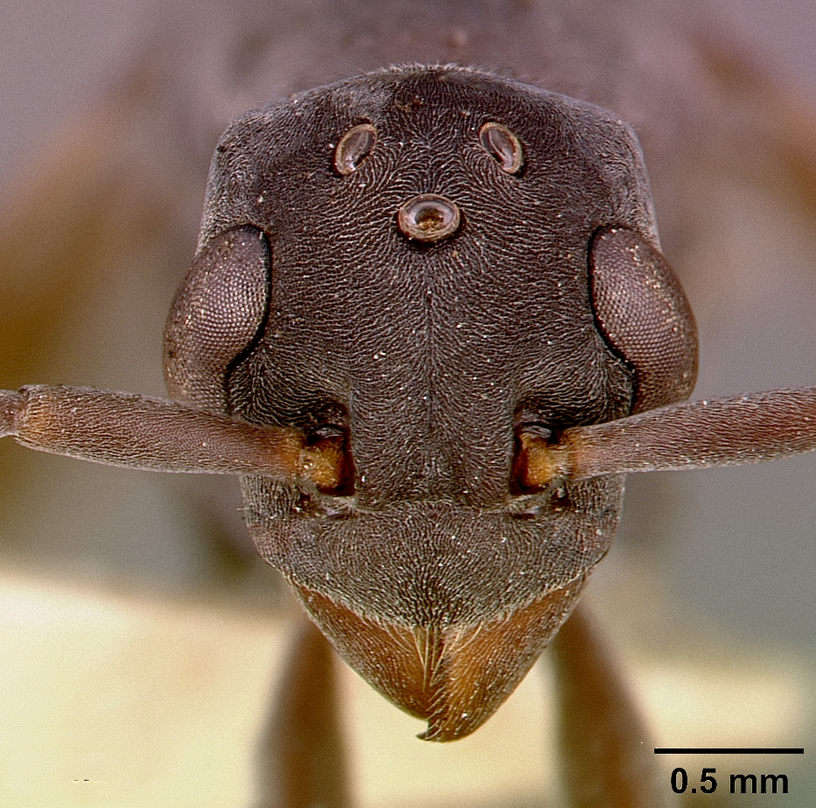
Platythyrea conradti, голова самца
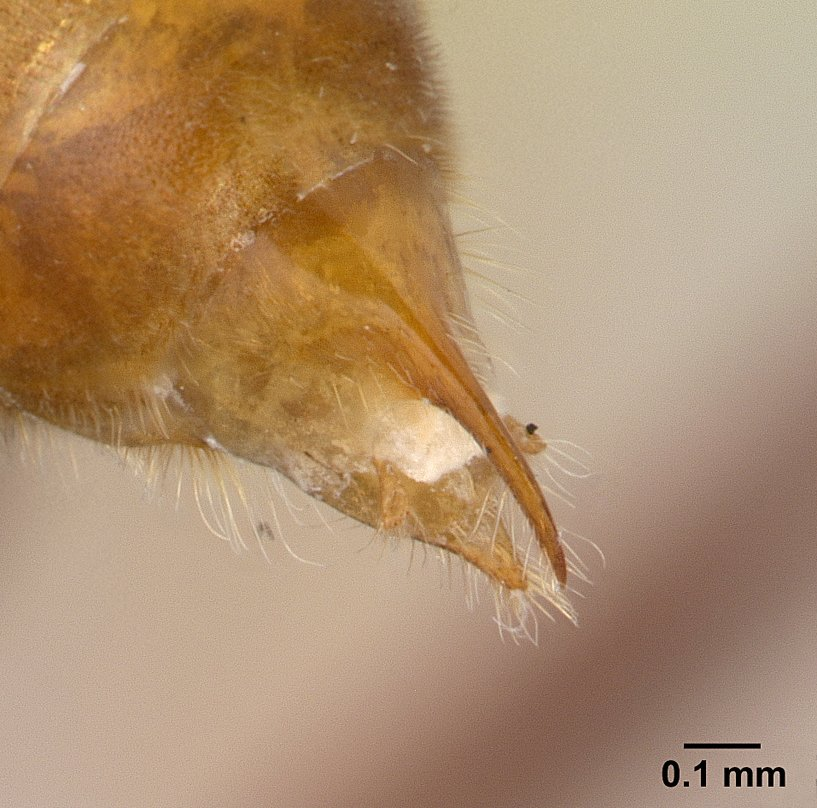
Platythyrea bicuspis, гениталии самца
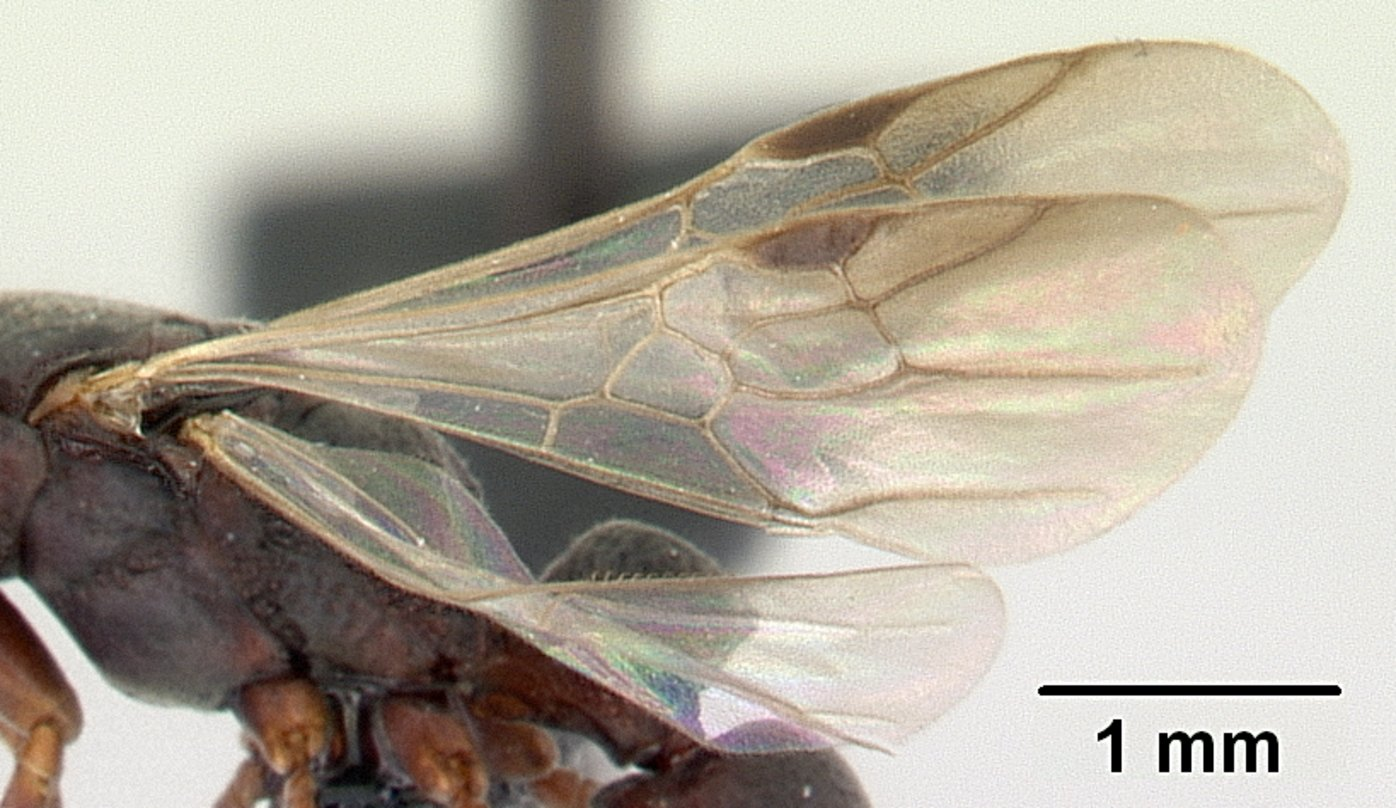
Platythyrea bicuspis, крылья самца

### Биология
Типичные колонии имеют размер от нескольких десятков до несколько сотен рабочих (например, у P. punctata — от 9 до 160 рабочих; у P. lamellosa — от 18 до 276 рабочих). Встречаются как наземные, так и (что необычно для подсемейства Ponerinae) древесные виды.
Каста маток явно выделяется не у всех видов. Например, у вида P. punctata касты самок морфологически не отличаются и рабочие особи способны откладывать диплоидные яйца путём партеногенеза. При этом репродуктивные особи живут дольше, чем нерепродуктивные рабочие муравьи.
Муравьи рода Platythyrea имеет наибольшее разнообразие репродуктивных стратегий среди всех представителей подсемейства понерины. Среди изученных видов африканский вид P. arnoldi и малайзийские виды P. quadridenta, P. tricuspidata и Platythyrea sp. (группа parallela) размножаются с помощью крылатых маток и гамэргатов (спарившихся яйцекладущих рабочих).
Гнезда, содержащие одновременно оба типа репродуктивных особей, редки. Однако, когда крылатые матки и гамэргаты встречаются вместе, у обоих есть активные яичники. Это означает, что репродуктивные матки не полностью подавляют оплодотворённых рабочих от откладывания ими яиц. В гнездах без морфологической матки могут присутствовать несколько оплодотворённых рабочих, из которых только у нескольких есть активные яичники. У вида Platythyrea sp. (группа parallela) спаривание происходит в гнезде, что говорит о том, что по крайней мере некоторые рабочие оплодотворяются своими собратьями по гнезду.
У видов Platythyrea cribrinodis, P. lamellosa и P. schultzei есть только гамэргаты, а каста маток утрачена. У всех этих трёх африканских видов размножение осуществляется с помощью единственного на всю колонию оплодотворённого рабочего. У P. lamellosa и P. schultzei откладка яиц подавляется среди девственных рабочих при наличии гамэргата. У P. cribrinodis неоплодотворённые рабочие откладывают яйца в присутствии гамэргата, но яйца оказываются жизнеспособными. У всех трёх изученных видов разделение труда среди рабочих было связано с возрастом, а не размером тела.
Platythyrea conradti — единственный известный вид рода, имеющий эргатоидных (постоянно бескрылых) маток и у которого отсутствуют гамэргаты. У этого вида агрессивные взаимодействия происходят через антеннальный бокс и удары ногами. Эти взаимодействия устанавливают иерархию доминирования между маткой и рабочими или среди рабочих в колониях без маток и, вероятно, регулируют откладку яиц. В стабильных колониях с маткой (queenright colonies) только она откладывает яйца. Рабочие высокого ранга приступают к откладке гаплоидных яиц (из которых выходят только самцы) только после смерти матки (арренотокный партеногенез). При этом рабочие не оплодотворены, даже если у них есть сперматека.
Platythyrea punctata происходит из Центральной Америки и в нескольких случаях в ходе инвазии успешно вторгся в Вест-Индию. Он выделяется среди прочих видов тем, что обладает одновременно четырьмя способами воспроизводства: с помощью крылатых королев, через партеногенетические интерморфы (промежуточные формы между рабочими и матками), посредством гамэргатов и партеногенетических рабочих. В одной колонии гамэргат был обнаружен в присутствии осеменённой крылатой матки. Крылатые матки регулярно встречаются и могут обнаруживаться в одном гнезде с интерморфами.

### Фуражировка
Рабочие Platythyrea неоднократно отмечались как очень быстрые, маневренные и трудноуловимые. Они оснащены сильным жалом, действие которого может быть болезненным для человека. Фуражиры видов Platythyrea conradti или Platythyrea modesta, проявляя поведенческую гибкость, жалят только крупную добычу, а мелкую добычу приносят в гнездо не жаля. Рабочие обычно охотятся в одиночку на земле, на траве, или на деревьях. Представители рода Platythyrea являются в целом хищниками-генералистами, лишь для нескольких видов бо́льшую долю рациона составляют термиты. Необычным примером среди Platythyrea служит африканский вид P. arnoldi, который был описан как полностью питающийся жуками. Несмотря на одиночный способ фуражировки, P. conradti может вербовать сородичей по запаховым следам для использования больших источников корма, и P. modesta, который не только рекрутирует сородичей на крупных насекомых (например, кузнечиков), но также может вербовать их в новые подходящие места для гнездования. Муравьи P. modesta съедают добычю на месте, или разделывают на части, а затем доставляют по частям в гнездо с помощью рекрутированных соплеменников. В некоторых случаях рабочие могут даже транспортировать личинок прямо к свежеубитой добыче, вместо того, чтобы доставить еду в гнездо.
Другое интересное поведение P. conradti связано с использованием поверхностного натяжения для переноса нектара. Некоторые виды понериновых муравьев переносят жидкую пищу наружу между своими челюстями. У P. conradti нектар, собранный на внецветковых нектарниках, прилипает к вентральной стороне головы и груди, а также к тазикам передних ног рабочих и в таком состоянии он возвращается в гнездо для кормления сородичей и личинок. Данных о суточных ритмах активности известно немного, но активность P. parallela описывалась как дневная, при этом большинство рабочих были активны в полдень. Африканский вид P. conradti был в основном активен на рассвете. Ранним утром фуражиры охотятся за добычей, а некоторые продолжают добывать сладкую жидкость в течение всего дня.

### Муравейники
Муравьи рода Platythyrea гнездятся в почве и древесине. Колонии используют уже сформировавшиеся полости, например, дупла в деревьях, брёвнах или полые ветки, а также некоторые эпифитные растения. Они также могут колонизировать заброшенные гнёзда других видов, например, основания термитников или старые ходы древесных жуков. Найденные полости обычно не модифицируются и не расширяются, но входы в гнезда муравьи могут сузить и закрыть органическим материалом, в том числе и таким, как частицы добычи. Гнёзда африканских видов P. cribrinodis и P. lamellosa выкапываются в почве. Они состоят из вертикального хода в земле, соединяющего несколько боковых камер. Входы в гнезда могут располагаться рядом с камнями или окружены небольшим холмиком выкопанной почвы. Была описана мутуалистическая ассоциация между относительно крупными P. conradti и мелким дацетиновым муравьём Strumigenys maynei). Оба вида полностью живут в одном гнезде со взаимной выгодой: P. conradti извлекает выгоду из агрессивности S. maynei для защиты от вторгшихся нарушителей гнездовой территории, а S. maynei извлекает выгоду из инженерных гнездовых навыков P. conradti.

### Генетика
Диплоидный набор варьирует в широких пределах. К примеру, у рабочих Platythyrea quadridenta 2n = 18 (гаплоидный набор у самцов: n = 9). У вида Platythyrea tricuspidata он достигает почти рекордных для муравьёв и всего отряда перепончатокрылых насекомых значений: 2n = 92—94.

## Палеонтология
Известно шесть ископаемых видов рода Platythyrea, в том числе один из эоценового балтийского янтаря, четыре из миоценового доминиканского янтаря. Древнейший ископаемый вид †Platythyrea dlusskyi Aria, Perrichot & Nel, 2011 был описан из раннеэоценового французского янтаря (Oise amber, Ле-Кенуа, Ипрский ярус, 52—55 млн лет).

## Систематика

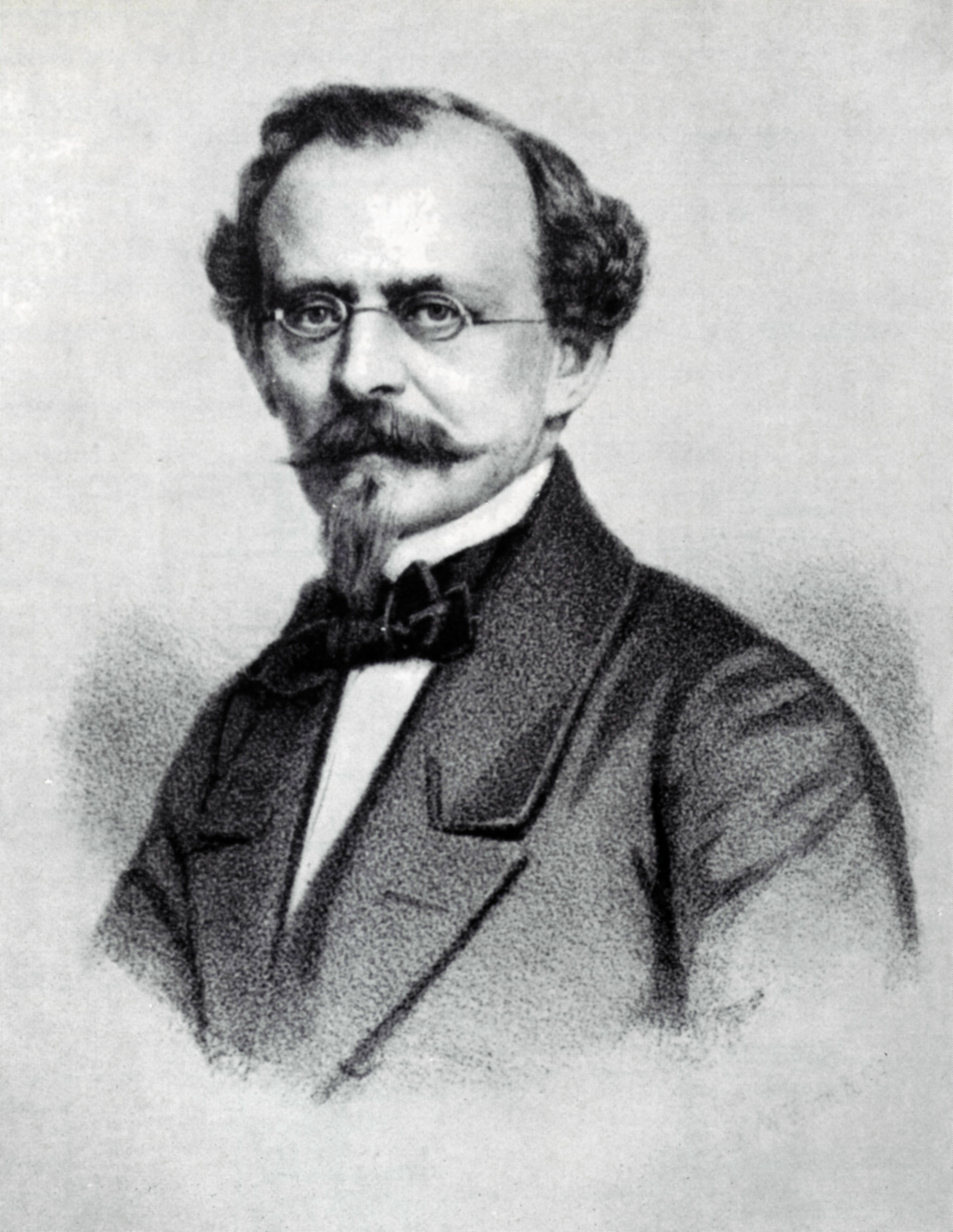
Юлиус Рогер, впервые описавший род Platythyrea

Platythyrea представляет собой хорошо очерченную монофилетическую группу, включающую около 40 видов. Род был впервые выделен в 1863 году немецким энтомологом и поэтом Юлиусом Рогером (1819—1865) на основании четырёх видов из родов Pachycondyla и Ponera. Типовым видом позднее был обозначен Pachycondyla punctata Smith, 1858 (Platythyrea punctata). Входит в монотипическую трибу Platythyreini Emery, 1901 в составе подсемейства Ponerinae.
- Platythyrea angusta Forel, 1901
- Platythyrea arnoldi Forel, 1913
- Platythyrea arthuri Forel, 1910
- Platythyrea bicuspis Emery, 1899
- Platythyrea bidentata Brown, 1975[25]
- Platythyrea brunnipes (Clark, 1938)
- Platythyrea clypeata Forel, 1911
- Platythyrea conradti Emery, 1899
- Platythyrea cooperi Arnold, 1915[26]
- Platythyrea cribrinodis (Gerstäcker, 1859)
  - = Platythyrea brevidentata Wheeler, 1922
- Platythyrea crucheti Santschi, 1911
- †Platythyrea dentata Lattke, 2003[20]
- Platythyrea dentinodis (Clark, 1930)
- †Platythyrea dlusskyi Aria, Perrichot & Nel, 2011
- Platythyrea exigua Kempf, 1964[27][28]
- Platythyrea frontalis Emery, 1899
- Platythyrea gracillima Wheeler, 1922
- Platythyrea inermis Forel, 1910
- Platythyrea homasawini Jaitrong et al., 2022[3]
- Platythyrea janyai Phengsi, Jaitrong, Ruangsittichai & Khachonpisitsak, 2018[29]
- Platythyrea lamellosa (Roger, 1860)
- Platythyrea lenca De Andrade, 2004[30]
- Platythyrea matopoensis Arnold, 1915[26]
- Platythyrea micans (Clark, 1930)
- Platythyrea mocquerysi Emery, 1899
- Platythyrea modesta Emery, 1899
- Platythyrea nicobarensis Forel, 1905
- Platythyrea occidentalis André, 1890
- Platythyrea parallela (Smith, 1859)
- Platythyrea pilosula (Smith, 1858)
- †Platythyrea primaeva Wheeler, 1915[31]
- Platythyrea prizo Kugler, 1977
- †Platythyrea procera Lattke, 2003[20]
- †Platythyrea pumilio De Andrade, 2004[30]
- Platythyrea punctata (Smith, 1858)typus
- Platythyrea quadridenta Donisthorpe, 1941
- Platythyrea sagei Forel, 1900
- †Platythyrea scalpra Lattke, 2003[20]
- Platythyrea schultzei Forel, 1910
- Platythyrea sinuata (Roger, 1860)
- Platythyrea strenua Wheeler & Mann, 1914
- Platythyrea tenuis Emery, 1899
- Platythyrea tricuspidata Emery, 1900
- Platythyrea turneri Forel, 1895
- Platythyrea viehmeyeri Santschi, 1914
- Platythyrea zodion Brown, 1975[25]